# Lowkey
Kareem Dennis (nacido el 23 de mayo de 1986),  más conocido por su nombre artístico Lowkey, es un rapero y activista británico de Londres. Se dio a conocer a través de una serie de mixtapes que lanzó antes de los 18 años,  antes de tomar una pausa en el negocio de la música. Regresaría en 2008,  con apariciones en BBC Radio  y en varios festivales y conciertos, incluidos BBC Electric Proms,  Glastonbury, T In The Park y Oxegen mientras preparaba su primer álbum en solitario Dear Listener . Lanzó su segundo álbum en solitario, Soundtrack to the Struggle, de forma independiente en 2011.
Después de una pausa de cinco años, Lowkey lanzó una serie de sencillos entre 2016 y 2018 para proceder al lanzamiento de su tercer álbum, Soundtrack to the Struggle 2, publicado en 2019.

## Primeros años de vida
Lowkey nació en Londres de madre iraquí y padre inglés.  Comenzó a rapear a los 12 años.  Empezó a asistir a sesiones de micrófono abierto en la tienda de discos Deal Real en Carnaby Street, en el centro de Londres.  La primera vez que quiso participar como Lowkey y le dijeron que ya había un cliente habitual con utilizando ese nombre. Ambos MCs se enfrentaron en una batalla de rap para decidir quién de los dos continuaría usando el alias, Kareem salió victorioso y ha continuado usando el nombre desde de entonces. 

## Carrera musical

### 2003-09
La primera parte de su serie de mixtape Key to the Game, fue lanzada de forma independiente en 2003.  Al cabo de un año y medio había publicado un segundo y un tercer volumen. 
Mientras Lowkey realizaba giras europeas junto a Immortal Technique, Canibus y Dead Prez,  comenzó a hacer contactos musicales y a grabar su álbum debut. Aunque retrasado por otros esfuerzos artísticos, Dear Listener fue lanzado en octubre de 2008.   En diciembre de ese mismo año lanzó el álbum recopilatorio Uncensored, con lo más destacado de toda la serie Key to the Game y Dear Listener, disponible digitalmente a través de iTunes . 

### 2009-2012
Después de una gira con Immortal Technique, los dos hicieron un sencillo, "Voices of the Voiceless", que se lanzó en septiembre de 2009. 
El segundo sencillo, "Long Live Palestine" (también conocido como "Tears to Laughter") fue lanzado digitalmente el 9 de marzo de 2009. En diciembre de 2009, Lowkey reveló que lanzaría una segunda parte de "Long Live Palestine" con el grupo de rap palestino DAM, la solista anglo-palestina Shadia Mansour, Narcy de Irak, los artistas iraníes Hich Kas y Reveal, el artista sirio-libanés Eslam Jawaad y African -El musulmán estadounidense Hasan Salaam . "Long Live Palestine" se incluyó en un EP con la Parte 1 y el instrumental.  El sencillo recibió declaraciones de apoyo de Tony Benn y Benjamin Zephiniah . 
Soundtrack to the Sgruggle (La banda sonora de la lucha, en español) se lanzó el 16 de octubre de 2011. El álbum entró en la lista de álbumes del Reino Unido el 23 de octubre en el puesto 57, convirtiéndose en la primera entrada de Lowkey en estas listas. Soundtrack to the Struggle alcanzó el puesto 14 en la lista de descargas del Reino Unido . En la lista de R&amp;B del Reino Unido, el álbum recibió su posición más alta en OCC, el número 6. En la lista independiente del Reino Unido, el álbum alcanzó el puesto número 9.   

### 2012-16
El 17 de abril de 2012, Lowkey hizo una pausa en su carrera musical, anunciando la noticia en Facebook . Dijo que después de meses de contemplación, había decidido "alejarse de la música y concentrarse en mis estudios". Con esto, anunció que desactivaría su página de Facebook, que contaba con más de 180.000 seguidores. 

### 2016-presente
El 29 de julio de 2016, Lowkey lanzó un vídeo para promocionar su nuevo sencillo "Ahmed", cuyo tema gira en torno a la crisis de refugiados y la respuesta de Europa. Además, se anunció una gira de siete días por el Reino Unido en septiembre de 2016.  El 3 de septiembre se lanzó el tema "Children of Diaspora". La pista aborda cuestiones de racismo y xenofobia y menciona a las víctimas de la brutalidad policial en el Reino Unido y Estados Unidos. 

Soundtrack to the Struggle 2 salió el 5 de abril de 2019 y se programaron fechas de  gira por el Reino Unido para dar comienzo de una semana después.

### Colaboraciones
Lowkey se unió a un grupo de hip-hop llamado Poisonous Poets que fue formado por el rapero Reveal y lanzó un mixtape homónimo en 2005.  Del grupo Poisonous Poets (a veces conocido como Double P),  también formaban parte Doc Brown, Reveal, Stylah, Tony D y Therapist. 
El manager de Lowkey le pasó las dos primeras partes de Key to the Game a Jon McClure, líder de Reverend and The Makers, quien también es un activista político abierto.  Queriendo mezclar música popular con política y mezclar rock independiente con hip-hop, los dos formaron la banda Mongrel, con el baterista de Arctic Monkeys Matt Helders y el ex bajista Andy Nicholson, el bajista de Babyshambles Drew McConnell y un grupo rotativo de otros músicos.  El álbum, Better Than Heavy,  fue lanzado de forma gratuita con The Independent el 7 de marzo. A la banda se le pidió que actuara en vivo en Venezuela por invitación del presidente Hugo Chávez .  Lowkey visitó Caracas durante la primera cumbre de la CELAC y defendió a Chávez como "un líder que se esfuerza por construir una alternativa independiente al capitalismo neoliberal que ha privado de sus derechos a su pueblo durante décadas". 

## Activismo político
Lowkey es opositor al sionismo y apoya la Campaña de Solidaridad con Palestina . Define al sionismo como colonialismo y limpieza étnica .  
En febrero de 2009, viajó a campos de refugiados palestinos en la zona de Cisjordania para realizar espectáculos de recaudación de fondos para ayudar a reconstruir la Franja de Gaza, pero fue detenido por la policía de Israel durante nueve horas en el Aeropuerto Internacional Ben Gurion e interrogado, mientras le confiscaban su pasaporte.  Posteriormente en 2009 viajó con el M-1 de Dead Prez para realizar una misión de ayuda humanitaria y llevar ayuda médica al pueblo palestino en la Franja de Gaza;. De esta ación surgió una colaboración entre ambos artistas que se puede escuchar en Soundtrack to the Struggle .  En julio de 2010, la policía del aeropuerto israelí lo detuvo nuevamente durante medio día, cuando se dirigía a una serie de conciertos y talleres musicales en campos de refugiados en Cisjordania. 
Lowkey ha participado activamente en la Coalición Alto a la Guerra y se ha pronunciado en contra de la invasión de Irak en 2003 . Además, ha sido un duro crítico de la política exterior estadounidense y británica, afirmando que los dos países sólo están interesados en apoyar a líderes que están bajo su influencia o que están dispuestos a ayudarlos. También afirmó que los medios estadounidenses pasan por alto a aquellos dentro del país que no creen en la supremacía militar estadounidense.  En 2012, Lowkey rechazó la oportunidad de aparecer en Tim Westwood TV como protesta, explicando en un artículo escrito para la revista Ceasefire que lo hizo debido a la decisión de Westwood de transmitir un segmento de su programa desde Camp Bastion en Afganistán; Lowkey argumentó que la decisión de Westwood equivalía a un respaldo a la guerra en Afganistán.

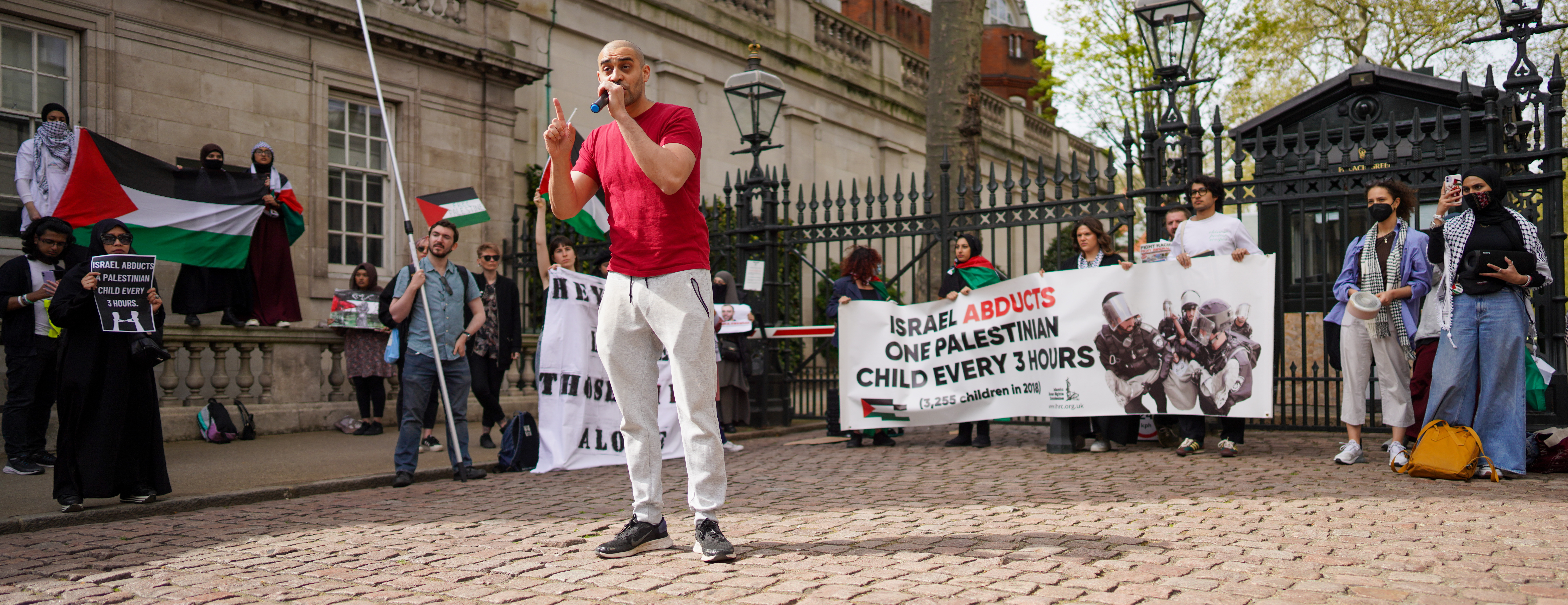
El rapero en una protesta contra la ocupación y el apartheid frente a la Embajada israelí en Londres, en 2022

## Otros trabajos
En julio de 2008, el Theatre Royal de Bath presentó una producción de Max and Beth, una adaptación contemporánea de la obra Macbeth de William Shakespeare escrita íntegramente en rima.  Lowkey ayudó a divulgar la campaña Don't Hide It de NSPCC y participó componiendo una canción en la que habla desde la perspectiva de una mujer víctima de abuso sexual.  Fundó la organización sin ánimo de lucro, People's Army con su compañero rapero Logic, con quien también hizo un álbum inédito (New World Order  ), y se reunió con el entonces líder de los Demócratas Liberales Menzies Campbell como representante de su comunidad local.  Ha escrito artículos para The Guardian  y el sitio web Ceasefire Magazine

## Discografía

### Álbumes de estudio
| Título                     | Detalles del álbum                                                                                | Posiciones pico en el gráfico | Posiciones pico en el gráfico   | Posiciones pico en el gráfico                     |
| Título                     | Detalles del álbum                                                                                | Reino Unido </br>             | Reino Unido </br> INDIANA </br> | Reino Unido<br id="mwASY"><br></br> R&amp;B </br> |
| -------------------------- | ------------------------------------------------------------------------------------------------- | ----------------------------- | ------------------------------- | ------------------------------------------------- |
| Querido oyente             | - Publicado: 20 de octubre de 2008 - Sello: SO Empire Recordings - Formatos: CD, Descarga digital | —                             | —                               | —                                                 |
| Banda sonora de la lucha   | - Publicado: 16 de octubre de 2011 - Sello: Mesopotamia Music - Formatos: CD, descarga digital.   | 57                            | 9                               | 6                                                 |
| Banda sonora de la lucha 2 | - Publicado: 5 de abril de 2019 - Sello: Mesopotamia Music - Formatos: Descarga digital           | –                             | 26                              | 2                                                 |

### Álbumes de colaboración
- Poisonous Poetry (2005) (con Poisonous Poets)
- Better Than Heavy (2009) (con Mongrel )

### Mixtapes
- Key to the Game, vol. 1 (2003)
- Key to the Game, vol. 2: Todavía bajo tierra (2004)
- Key to the Game, vol. 3 (2005)
- The Dubs Mixtape (2007) (con Stylah, presentado por DJ Limeligh

### Álbumes recopilatorios
- The Past, The Present and The Future: The Road to Mongrel (2008)
- Uncensored (2009)
- Lo mejor de Lowkey (versión estadounidense) (2010)